# Brugerbetaling
Brugerbetaling er det fænomen, at man som bruger af en given – ofte offentlig – serviceydelse selv betaler en del af eller hele den pågældende ydelse. Brugerbetaling står således i modsætning til en ydelse, der er 'gratis', idet det offentlige finansierer den fuldt via skatten. På andre områder står brugerbetaling i modsætning til reklamefinansiering.
I Danmark er der særligt brugerbetaling på områder som børnepasning (vuggestuer, børnehaver og dagplejere), uddannelse (privatskoler) samt indenfor dele af sundhedssektoren (f.eks. tandlæger, psykologer og kiropraktorer). Der er dog i ingen af disse tilfælde tale om, at brugerne afholder de faktiske omkostninger; brugerbetalingen finansierer kun en vis andel af det offentliges udgifter.
Tilhængere af brugerbetaling fremhæver ofte dens adfærdsregulerende element, mens modstanderne mener, at den har en social slagside, idet alle betaler samme beløb uanset indtægt.
Strukturen for brugerbetaling har været heftigt debatteret i Danmark med jævne mellemrum. Man har blandt andet diskuteret, hvordan det vil påvirke patienternes adfærd, hvis det bliver indført, at man skal betale for et lægebesøg hos sin praktiserende læge. Christian Kronborg, Lektor ved Center for Samfundsøkonomisk Forskning på SDU, har netop publiceret en artikel, hvor han konkluderer, at brugerbetaling rent faktisk påvirker patienters adfærd. Han konkluderer i sit forskningsprojekt , i grove træk,
følgende: Brugerbetaling påvirker patienternes adfærd. Altså at brugerbetaling
vil få patienter til at gå mindre til læge. Denne virkning kan muligvis have
konsekvenser, vil nogen tænke, mens andre vil fokusere på, at virkningen ikke
vil være dramatisk. Et andet synspunkt er, at det ville være fornuftigt i
forhold besparelsen på de offentlige budgetter. 